# Albert Wallwey

Albert Wallwey

Albert Wallwey (* 19. Februar 1897 in Nieder-Stüter, Kreis Hattingen; † 8. November 1970 in Unterbiberg) war ein deutscher Politiker (NSDAP) und SA-Führer.

## Leben und Wirken
Nach dem Besuch der Volksschule wurde Wallwey im Betrieb seines Vaters zum Landwirt und Schnapsbrenner (?) ausgebildet. Am Ersten Weltkrieg nahm er als Freiwilliger teil. Nach dem Krieg ließ er sich als selbständiger Kaufmann in Hattingen an der Ruhr nieder.
Am 28. Dezember 1925 trat Wallwey in die NSDAP ein. In der SA übernahm er die Führung eines Zuges in Hattingen und später die Führung des Sturmes 22. Von 1928 bis 1930 war Wallwey Standartenführer und Führer der Standarte 6 (Ruhr). 1930 wurde er zum Bezirksführer der Hitler-Jugend (HJ) ernannt. Etwa zur selben Zeit übernahm er das Amt des Gauscharführers in Westfalen Süd. Am 1. Dezember 1932 wurde er zum Führer des Gebietes 11, Mittelrhein, der HJ ernannt. Seine Ernennung zum Gebietsführer erfolgte am 9. Januar 1934.
Von März 1936 bis zum April 1938 saß Wallwey als Abgeordneter für den Wahlkreis 20 (Köln-Aachen) im nationalsozialistischen Reichstag. Hinzu kam das Amt eines Ratsherrn der Hansestadt Köln.
Im Februar 1962 wurde Wallwey zum Vorsitzenden der Wählergruppe Bürgervereinigung Ottobrunn (BVO) gewählt. Im Oktober 1962 forderte er die Produktionsverlagerung der Zerzog GmbH & Co. KG, der damals größten Raffinerie für Altöl in Bayern, aufgrund deren Geruchsemissionen. Dabei versprach er, „die Volksseele zum Kochen zu bringen“. Seine Amtszeit als Vorsitzender endete 1967.